# Marco Di Vaio
Marco di Vaio nascut a Roma (Itàlia) el 15 de juliol del 1976, és un exjugador de futbol italià, que jugava com a davanter. Va ser internacional amb la selecció italiana de futbol, i va jugar en 11 equips professionals diferents, la gran majoria italians.

## Trajectòria esportiva
- SS Lazio 1994-1995
- Hellas Verona 1995-1996
- AS Bari 1996-1997
- Salernitana Calcio 1997-1999
- Parma FC 1999-2002
- Juventus FC 2002-2004
- València CF 2004-2005
- AS Monaco 2005-2007
- Genoa CFC 2007-2008
- Bologna FC 2008-2012
- Montreal Impact 2012-2014[1]

El davanter sobretot és recordat amb les seves actuacions amb el Parma FC en el qual en 83 partits va fer 41 gols. També ha fet 2 gols en 14 partits amb l'azzurra.